# Стшижевиці (Люблінське воєводство)
Стшижевіце (пол. Strzyżewice) — село в Польщі, у гміні Стшижевиці Люблінського повіту Люблінського воєводства.
Населення — 595 осіб (2011).
У 1975-1998 роках село належало до Люблінського воєводства.

## Демографія
Демографічна структура станом на 31 березня 2011 року:
|          | Загалом | Допрацездатний вік | Працездатний вік | Постпрацездатний вік |
| -------- | ------- | ------------------ | ---------------- | -------------------- |
| Чоловіки | 289     | 52                 | 205              | 32                   |
| Жінки    | 306     | 52                 | 179              | 75                   |
| Разом    | 595     | 104                | 384              | 107                  |